# فيدرا (بلدية)
بلدية فيدرا (بالإسبانية: Vedra)‏، هي إحدى بلديات مقاطعة لا كرونيا إحدى مقاطعات إسبانيا، و التي تقع في منطقة جليقية شمال غرب إسبانيا.
يبلغ عدد سكانها 5.054 نسمة وفقاً لإحصائية سنة (2002).